# Argonne, Wisconsin
Argonne là một thị trấn thuộc quận Forest, tiểu bang Wisconsin, Hoa Kỳ. Năm 2010, dân số của thị trấn này là 467 người.